# Den fredløse rytter
Den fredløse rytter (originaltitel The Mask of Lopez) er en amerikansk stumfilm fra 1924 instrueret af Albert S. Rogell.

## Medvirkende
- Fred Thomson som Jack O'Neil / Lopez
- Wilfred Lucas som Richard O'Neil
- David Kirby som Face Hary
- Hazel Keener som Doris Hampton
- Frank Hagney som Steve Gore
- George Magrill som Pancho
- Gilbert Holmes som Shorty
- Bob Reeves som Dick
- Dick Sutherland
- Dot Farley